# Эзенс
Эзенс (нем. Esens) — город в Германии, в земле Нижняя Саксония.
Входит в состав района Виттмунд. Подчиняется управлению Эзенс. Население составляет 6975 человек (на 31 декабря 2010 года). Занимает площадь 26,83 км². Официальный код — 03 4 62 003.
| Год  | Население |
| ---- | --------- |
| 1990 | 6258      |
| 1995 | 6507      |
| 2000 | 6811      |
| 2005 | 6816      |
| 2010 | 6941      |

## Фотографии

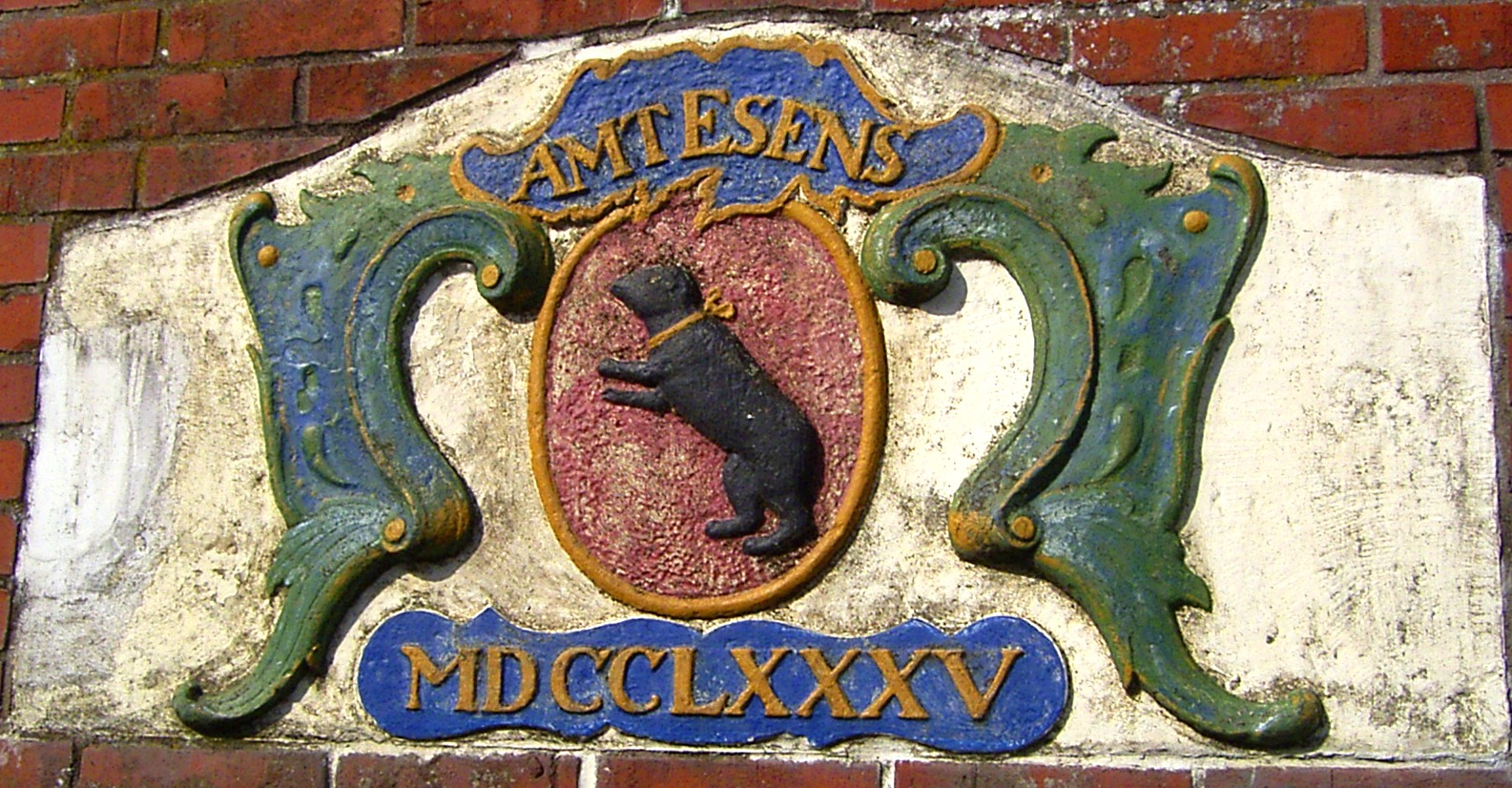
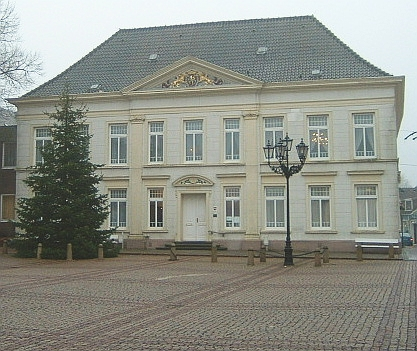
Ратуша
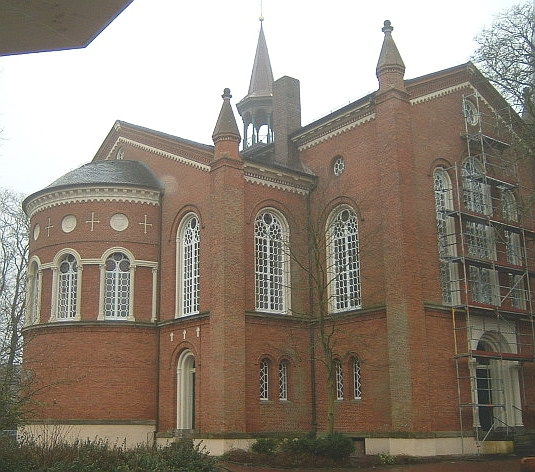
Церковь
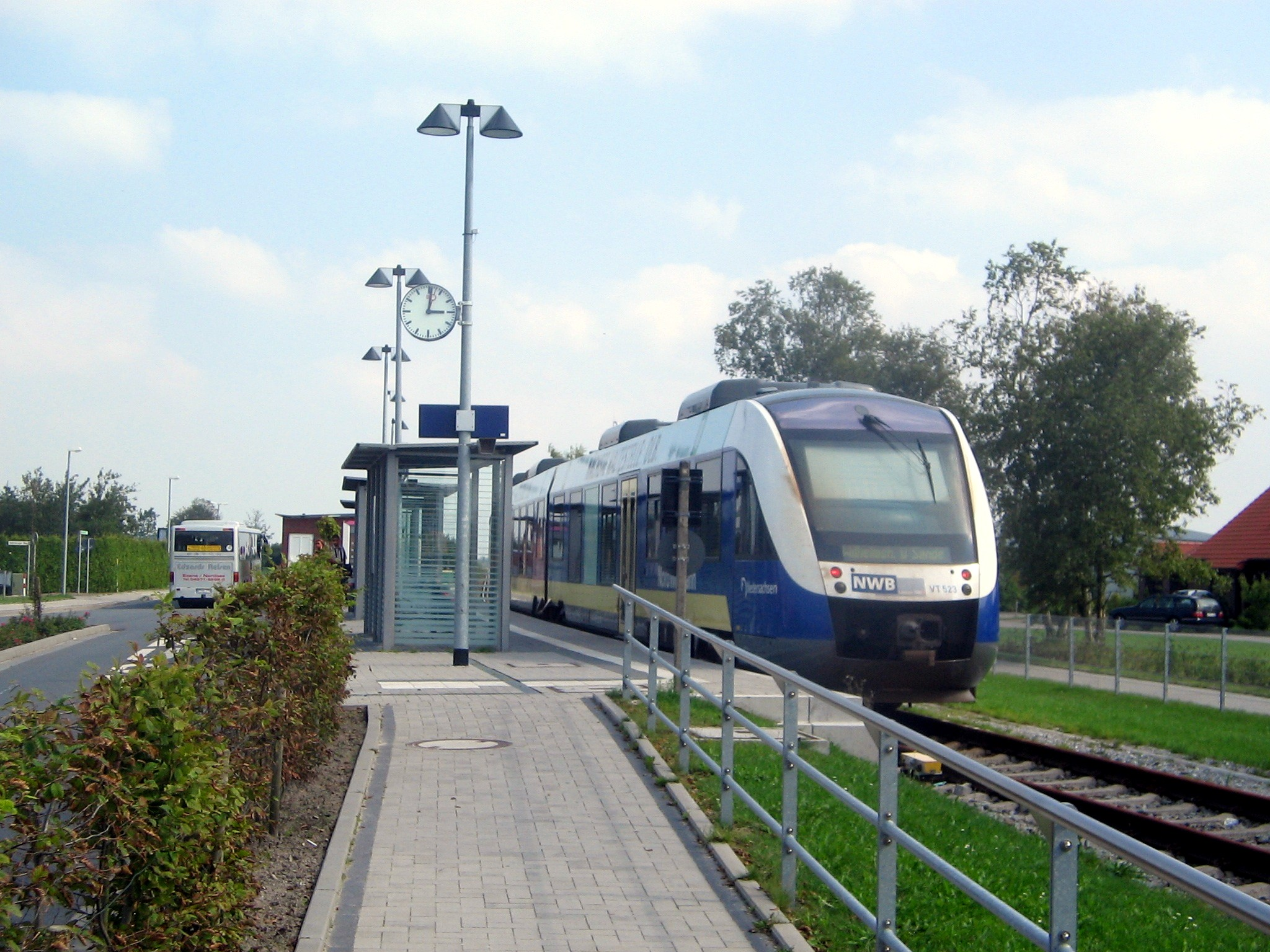
Вокзал
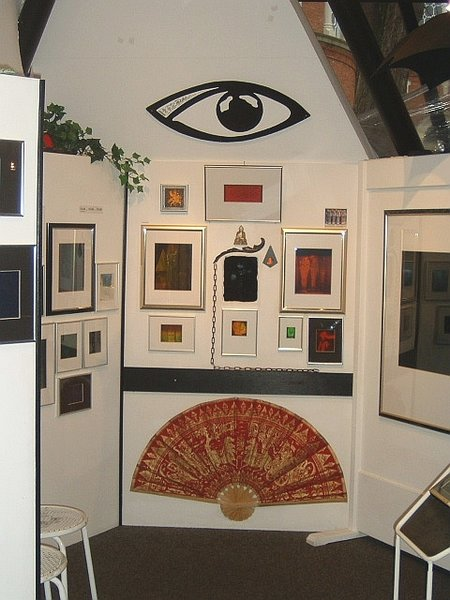
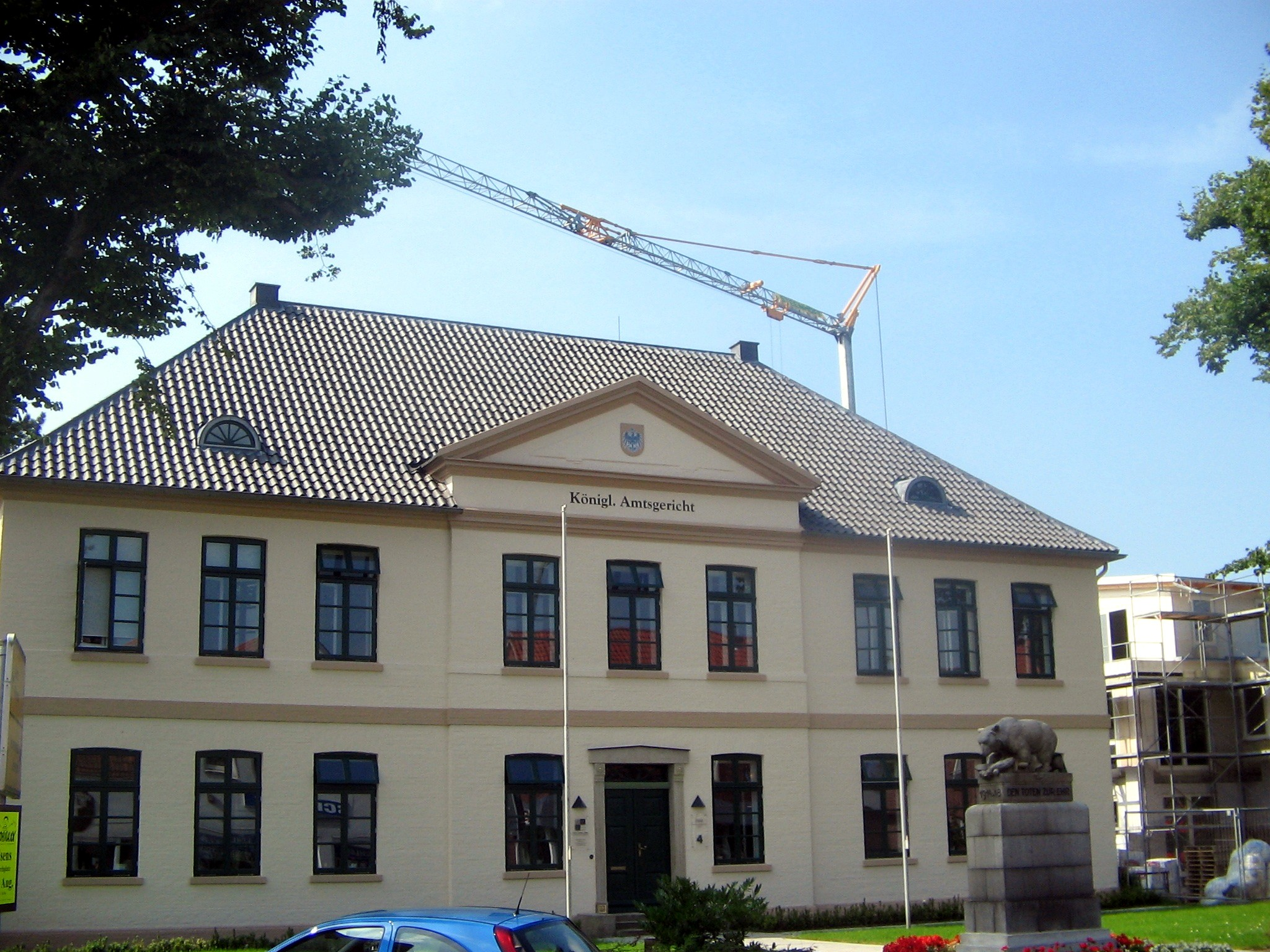
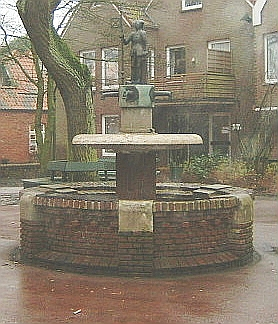
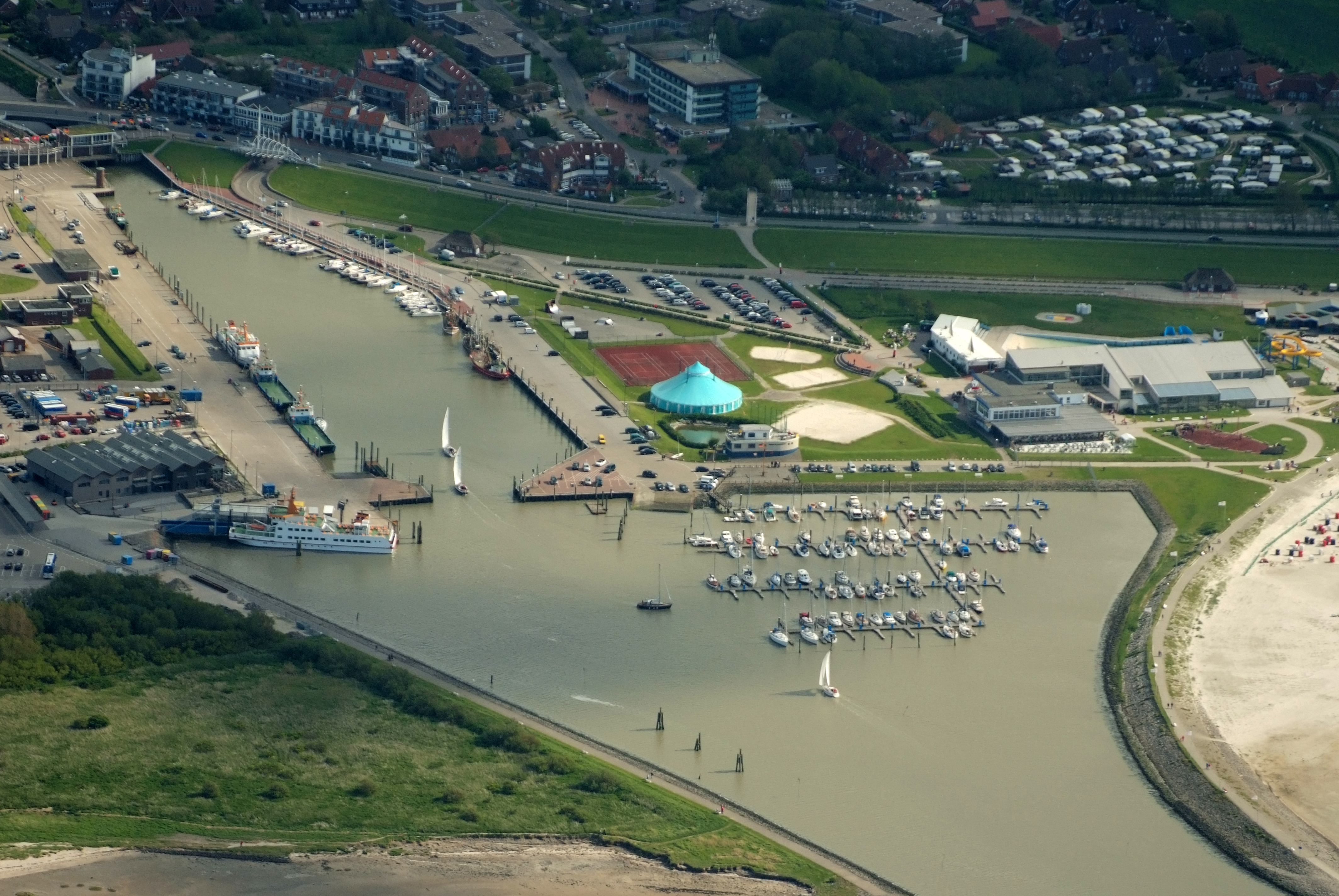
Bensersiel